# 木田大時
木田 大時（むくた うふとぅち）は、琉球王国尚真王時代に活躍したとされる占い師と天文暦学者である。風水や天文学、易学に通じ、神通力のような不思議な力を持つ人物として知られていた。尚真王から「大時（うふとぅち）」の称号を与えられたと伝えられていた。

## 人物略歴
木田大時は、現在の沖縄県南城市（旧玉城村）玉城前川（メーガー）出身とされる。のちに「木田大時」を名乗るようになった筑登之は、小波津親雲上（こはつ　ぺーちん）から風水や天文学を学び、天気の予報や病の治療を通じて村人を助けたと伝えられる。
あるとき、尚真王の王子が原因不明の病に倒れ、治療の甲斐なく容態が悪化していた。王の命を受けた木田は、王子に取り憑いていた悪霊を占いで見抜き、祓ったという。王子は快復し、喜んだ尚真王は筑登之に「大時」の称号と多くの褒賞を与えたとされる。
ここでの「時（とぅち）」は、当時の琉球において占いを司る男性を指す語であり、「大」は「すぐれた」を意味し、「大時」は「国一番の占い師」といった称号であったという。
王の厚い信頼を受けた木田大時は、王府で時間管理、天気予報、農耕指示など多岐にわたる職務を担っていたとされる。しかし、その名声を妬む者たちの謀略により、尚真王の前で「数占い」によって神通力を試されることになった。
木箱に1匹のネズミを入れ、「箱の中に何匹のネズミがいるか」と問われた木田大時は、「3匹」または「5匹」（説により異なる）と答えた。箱を開けると中には1匹しかおらず、王の信用を失った大時は「王を欺いた」として安謝の処刑場で処刑されたとされる。
しかしその後、箱の中のネズミが出産して匹数が占い通りになっていたことが判明し、大時の予言が的中していたことが明らかになった。尚真王は処刑を止めようとしたが、時すでに遅く、木田大時はすでに命を落としていた。
尚真王は大時を誤って処刑したことを深く悔い、第二尚氏王統の陵墓である玉陵に大時を葬ったとも伝えられている。玉陵の中室には、誰のものか特定されていない立派な石厨子（蔵骨器）が一つだけ存在し、これが木田大時のものであるという言い伝えがある。
木田大時の子孫とされる人々は、沖縄の先祖供養行事である清明祭（しーみー）の際に、毎年玉陵に参拝しているという。